# Wandering Shire
Wandering Shire är en kommun i Australien. Den ligger i delstaten Western Australia, omkring 92 kilometer sydost om delstatshuvudstaden Perth. Antalet invånare var 444 vid folkräkningen 2016.
Följande samhällen finns i Wandering:
- Wandering